# Cristo de Yungay

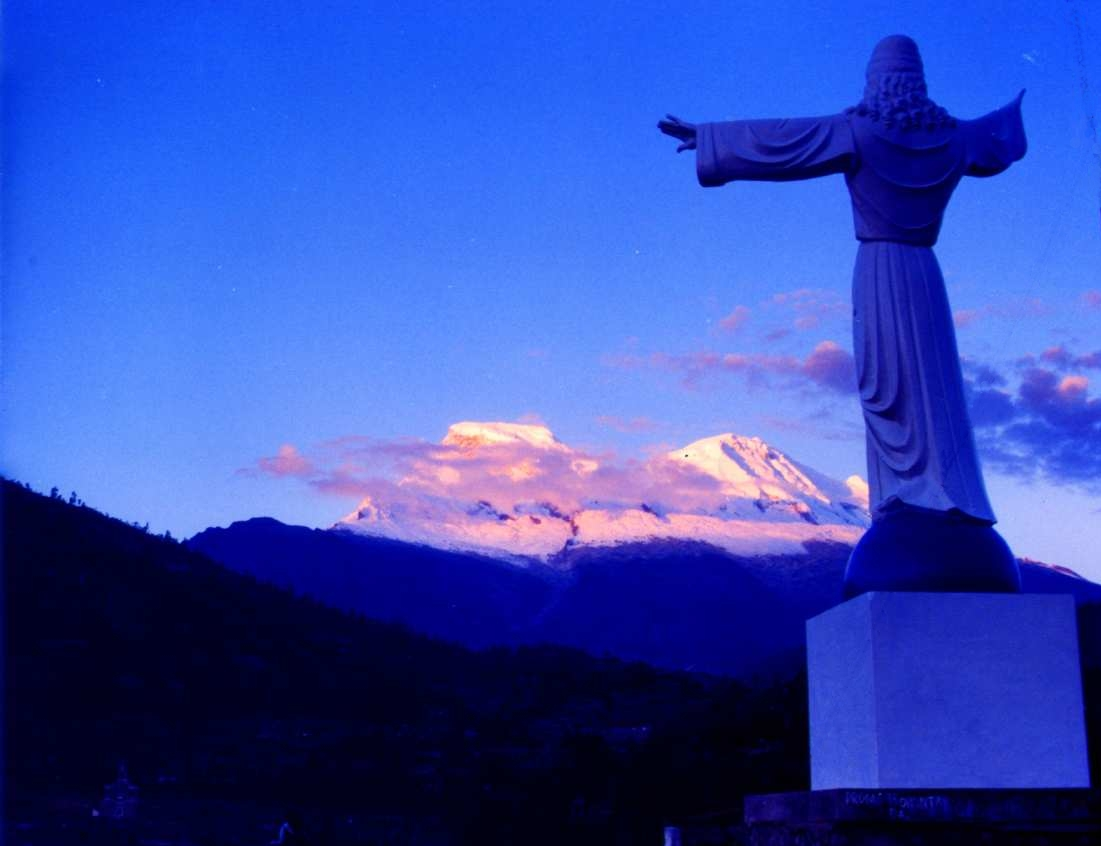
El Cristo de Yungay.

El Cristo de Yungay es una estatua gigante de Cristo erigida en la ciudad de Yungay (Perú) en los años 1965 y 1966, sobre la cima de otra joya de la arquitectura, el cementerio de Yungay, construida entre los años 1892 y 1903.

## Historia
El cerro Huansakay sobre el que se construyó el cementerio fue, en época preinca, un pirushtu o adoratorio de la cultura recuay, posiblemente dedicado al apu Huascarán, la cima del cerro se truncó con una plataforma circular.
El 29 de enero del año 1891, el arquitecto suizo Arnoldo Ruska presentó a la Beneficencia Pública de Yungay los planos para edificar el cementerio de la ciudad de Yungay. Arnoldo, que se había casado con la yungaina Rosa María Lago Terry, radicaba en la ciudad desde finales de la década de 1870. Un año después el director de la beneficencia, Francisco Torres, autorizó la construcción con los ingenieros croatas Miguel Percovich y Francisco Handabaka. Se avanzó hasta la tercera plataforma en el año de 1897, inaugurándose en dicho año el arco de entrada a dicho piso.
Arnoldo falleció en junio de 1903 y sus restos reposan desde diciembre de 1933 en el mausoleo instalado en la tercera plataforma circular, mandado a construir por la Sociedad de Beneficencia Pública de Yungay. 

## Complejo arquitectónico
Visto desde afuera de la reja principal, se camina entre un paseo de cipreses que llegan hasta dos departamentos separados a ambos lados de la puerta principal, el derecho para el guardián y el otro para las autopsias.
Desde el nivel del paseo de cipreses, se llega a la plataforma del primer piso subiendo dos escalones de piedra labrada, luego se ingresa al recinto atravesando un gran pórtico de 3 m de ancho y la puerta de fierro forjado traída especialmente de Francia. A los costados del pórtico, existen cercos de seguridad constituidos por rejas de fierro instaladas sobre muros de aprox. 60 cm de altura.
Trasponiendo la puerta principal, esta el primer piso o primera plataforma del cementerio con sus cuarteles a ambos lados del pasaje de 2,95 m de ancho que contiene el inicio de la escalinata labrada en piedra para conducir al segundo piso. Estos cuarteles contienen nichos que datan a los últimos años del siglo XIX. También en esta primera plataforma se puede observar en el lado izquierdo un mausoleo en forma de Obelisco erigido para albergar a los caídos en la defensa de Yungay durante la invasión de Atusparia en 1885, y al lado derecho hay mausoleos particulares perfectamente alineados. En los extremos de la media luna de la primera plataforma se construirían dos pequeñas oratorios con sus respectivos altares, el primero en homenaje al Patrón fundador de Yungay “Santo Domingo de Guzmán” (año de 1540) y el 2.º en homenaje a la Protectora de Yungay “ La Virgen del Rosario”(año de 1548). Esta edificación fue destruida totalmente a raíz del sismo alud del 31 de mayo de 1970.
En esta media luna que tiene un pasaje de 11 m de ancho, en la cara exterior se instalaran rejas de fierro y en la cara interior se colocarían las “placas recordatorias de 15 × 10 cm” a los seres queridos desaparecidos. La idea es que con la venta de las placas recordatorias se podría autofinanciar la reconstrucción de la primera plataforma y la entrada del paseo de cipreses.
El segundo piso, al que se sube por un ancho pasaje con escalinatas de piedra de granito labrado, también tiene sus cuarteles a ambos lados del pasaje que contiene el inicio de la escalinata labrada en piedra granito para el tercer piso. Estos cuarteles contienen nichos destinados para los párvulos.
Al tercer piso, se sube por un ancho pasaje con escalinatas de piedra de granito labrado; antes de llegar a la plataforma se traspone un arco que tiene la inscripción PAZ EN LA TUMBA y el año de su construcción: 1897 Beneficencia. Pasando el arco, a unos pocos pasos a la derecha se encuentra el mausoleo dedicado al Arquitecto Arnoldo Ruska. Este piso también tiene sus cuarteles a ambos lados del pasaje que contiene el inicio de la escalinata labrada en piedra granito para el cuarto piso.
El cuarto y quinto piso son similares al tercer piso o plataforma, superpuestos unos sobre el otro y comunicados por amplios pasajes con escalinatas de piedra labrada.
Según el proyecto original, desde el segundo piso hasta la cima hay comunicación desde los cuatro punto cardinales por medio de amplios pasajes de 2,95 m de ancho que contienen escalinatas de piedra de granito labradas. Solo el primer piso tiene comunicación desde el paseo de cipreses hasta la cima. Las plataformas o pisos han sido proyectadas completamente circulares desde el 2.º piso, pero el 1.er piso sería como máximo una media luna con frente al Huascarán. Visto desde el aire, los pasajes en el cementerio y el paseo de cipreses darán la imagen de una cruz de 260 m × 142 m

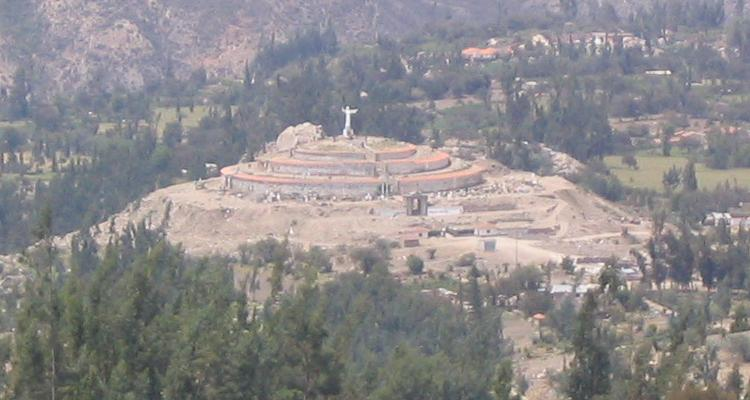
Cementerio de la antigua ciudad de Yungay, con su inmenso Cristo.

## Cristo de Yungay
A fines del año 1964, los funcionarios de la Benefiencia Pública buscaron al afamado escultor Filomeno Melgarejo Malpica, nacido en Yungay, para que dejara un recuerdo imperecedero para su pueblo. Filomeno estaba entusiasmado, sería motivo para regresar después de 45 años de ausencia, conversaron sobre muchas ideas, sin embargo, él quería saber cuál era el anhelo más grande del pueblo, a lo que el profesor Olivera le contestó: ¡concluir la edificación del cementerio de la ciudad!, entonces Filomeno solicitó le proporcione una copia de los planos del cementerio elaborados en el año 1891 por el arquitecto suizo Arnoldo Ruska. Después de estudiarlos, propuso hacer una modificación del plano en la cima del cementerio: en vez de construir la proyectada capilla de cuatro altares, dio forma a la sugerencia de Eduardo Vergara, desarrollando el diseño artístico de la escultura del Cristo de Yungay con las manos extendidas con frente al Huascarán, que tendría 10 metros de altura desde su pedestal, de tal forma que pueda vérsele a gran distancia desde de los cuatro puntos cardinales. El Cristo de Yungay, pesa aproximadamente 9 toneladas, cada mano pesa 46 kg y los brazos dos toneladas cada uno.
El Concejo Provincial, recibió los nuevos planos de la cima del cementerio y el presupuesto de los materiales de construcción que ascendían a 90 mil 706 soles. Filomeno, manifestó que el trabajo demandaría 6 meses de labor, pero que el no pensaba cobrar ni un centavo por su obra. La propuesta se aprobó y en mayo del año 1965 se iniciaron las obras, aprovechando el término de la temporada de lluvias.
La obra fue inaugurada el 16 de enero de 1966, con la presencia de toda la comunidad yungaina y del callejón de Huaylas, entregándose a Filomeno un Diploma de agradecimiento así como un simbólico premio pecuniario que le permitiera cubrir en parte el sueldo de su asistente.

## Opiniones
- Decía el pintor Teófilo Castillo (Nacido en Carhuaz, 1857) que “solo en Florencia había visto uno semejante”.

- El reverendo padre Franciscano Alberto Gridilla, en su obra “Ancash y sus Corregimientos”, acota “Más que para descanso de los muertos parece que hubiera sido formado para recreo y deleite de los vivos”

- El misionero fray José de Guadalupe Mojica (Jalisco, México) dijo: “En ningún lugar del mundo que he recorrido como artista y como fraile se me ocurrió morir, aquí si y me gustaría que me entierren, pero con una condición: que me dejen en el nicho dos huequecillos para aun de muerto seguir contemplando tanta belleza”

- Anthony Oliver-Smith, antropólogo y profesor de la Universidad de Florida, EE. UU. dice: “Al cementerio de Yungay se lo considera tan bello que muchas personas de otras ciudades preguntan si pueden ser sepultados allí”. (The Martyred City, University of New Mexico Press, p. 48, año 1986).